# 雙色角魚
雙色角魚，別稱紅尾黑鯊，為輻鰭魚綱鲤形目鲤科的其中一種。种名 bicolor 意为“二色的”。

## 分佈地域
原產於泰國的湄南河，但現在相信已絕跡，只剩下人工繁殖的個體。

## 特徵
本魚體成紡錘形，腹部輪廓平坦，口前位，具一對觸鬚。全身除尾鰭為紅色外，其餘皆為黑色，背鰭高且呈三角形，身長約十二公分。另外人工培養魚有白化病的現象。

## 生態
在人工環境下容易飼養，但因為性格暴躁，常欺負其他同居的魚，同類間也經常互相爭鬥，屬雜食性。

## 經濟利用
為高經濟價值的觀賞魚。